# Naim Audio
Naim Audio ['neɪm] ist ein im Jahr 1973 gegründeter Hifi-Hersteller mit Sitz im britischen Salisbury. Das Unternehmen entwickelt und fertigt eine große Auswahl von Hifi-Produkten wie Verstärker und digitale Musiksysteme.

## Geschichte
Naim wurde im Jahr 1969 unter dem Namen Naim Audio Visual von Julian Vereker gegründet, der damals ein selbst konstruiertes Lichtsteuerungssystem an Filmproduktionsfirmen vermietete. Aus Unzufriedenheit über den Klang der verfügbaren professionellen Aufzeichnungsgeräte entwickelte er eine eigene Endstufe. Die amtliche Eintragung unter dem Namen Naim Audio erfolgte 1973. Entgegen der damals vorherrschenden und durch den amerikanischen Audio-Pionier Edgar Villchur (1917–2011, unter anderem 1954–1967 Mitgründer und -eigentümer von Acoustic Research.inc) formulierten Ansicht, dass der Klang einer Hifi-Anlage nur von den Lautsprechern abhänge, und Verstärker nur ein Mittel zum Zweck darstellen, um die Lautsprecher in Bewegung zu versetzen, machte sich Vereker daran, seine Vorstellungen in die Tat umzusetzen.
Das erste von Naim auf den Markt gebrachte Produkt war die Endstufe NAP 200. Wenig später folgte die Vorstufe NAC 12. Die Zweikanal-Endstufe NAP 250, die 1975 eingeführt wurde, ist vielleicht Naims bekanntestes Analogprodukt, denn ihr grundlegendes Schaltungslayout wurde auch in allen folgenden Endstufen verwendet, bis im Jahr 2000 die NAP 500 als neues Flaggschiff vorgestellt wurde. Der erste Vollverstärker aus dem Hause Naim trug den Namen NAIT und fand eine große Anhängerschaft.
1983 wurde Guy Lamotte als Chefentwickler engagiert. Er entwickelte die UKW-Tuner NA T01 und NAT101 und war federführend bei der Entwicklung des Netzteils Hi-Cap, der mit „-5“ gekennzeichneten Weiterentwicklungen der immer beliebter werdenden Vorstufen NAC 42 und NAC 32 sowie der Aktivfrequenzweiche NAXO. Privat arbeitete er an einem Prototyp für ein elektrostatisches Lautsprechermodell, über das auch medial berichtet wurde. Offiziell von Naim übernommen wurde es im Jahr 1987, nach Ende der Partnerschaft zwischen Linn und Naim. Die Konstruktion vieler klassischer Naim-Produkte wird Roy George zugeschrieben, der die Universität Southampton besuchte und 1985 als Technischer Leiter bei Naim angestellt wurde.
Während eines großen Teils der 1980er Jahre vertrat Naim den Standpunkt, dass die Compact Disc im Vergleich zur Schallplatte das deutlich unterlegene Medium sei. Tatsächlich traten in der Frühphase der CD im Vergleich zur Vinyl-LP durchaus oft Transferverluste auf und Naim gestaltete seine Produkte weiterhin unter dieser Prämisse. So wurde 1987 mit der Entwicklung des Tonarms ARO begonnen. Allerdings konnte Naim sein Know-how im Bereich Digitaltechnik so weit ausbauen, dass das Unternehmen 1991 einen ersten CD-Player (Modell CDS) auf den Markt brachte. Die Konstruktion des CDS war insofern für einen aus zwei Komponenten bestehenden Player ungewöhnlich, als der D/A-Wandler im selben Gehäuse untergebracht wurde wie die Laufwerks- und Audioschaltungen, während sich das Netzteil in einem separaten Gehäuse befand.

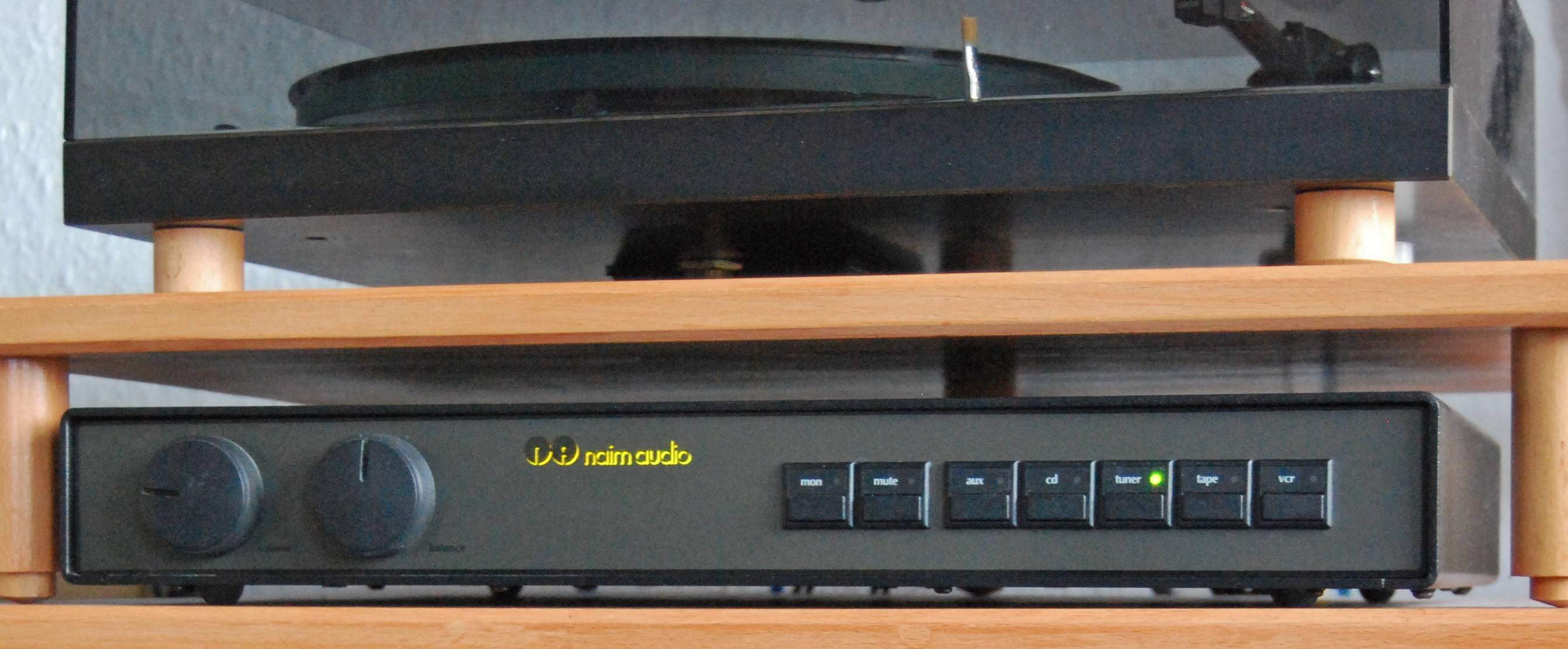
NAIT 3, integrierter Verstärker 1999

2008 stellte Naim den Musikserver HDX vor und läutete damit ein neues Kapitel in der Firmengeschichte ein. 2009 folgte der erste Netzwerkplayer, ein All-in-one-Gerät namens NaimUniti mit UPnP-Streamingfunktion und Webradio. Die netzwerkbasierten Produkte von Naim eröffneten neue Bedienmöglichkeiten, was sich in der Entwicklung einer eigenen Bedien-App für Smartphones und Tablets niederschlug. Ab 2010 baute Naim sein Portfolio an netzwerkbasierten Produkten stark aus.
Im Jahr 2010 hatte Naim 140 Beschäftigte und exportierte in mehr als 40 Länder, woraus etwa die Hälfte des Jahresumsatzes von 15 Millionen Pfund resultierte. Etwa ein Drittel der Umsätze entstanden aus dem Verkauf von CD-Playern. 2011 kamen 60 Prozent der Umsätze aus Exporten.

### Eigentumsverhältnisse
Zum Zeitpunkt seines Todes im Jahr 2000 besaß Julian Vereker die Hälfte des Naim-Stammkapitals. Der Rest befand sich im Besitz von Angestellten wie Paul Stephenson, der 16 Prozent besaß. Vereker vermachte seinen Anteil an eine Treuhandgesellschaft, deren Bevollmächtigter Stephenson ist.
Am 19. August 2011 wurde eine Fusion zwischen Naim und Focal JMlab öffentlich bekannt gegeben. Die beiden bestehenden Firmen werden gemeinsam unter dem Namen Focal & Co geführt und beschäftigen insgesamt 325 Angestellte an zwei Standorten in Saint Etienne, Frankreich und Salisbury, Großbritannien. Der Pro-Forma-Umsatz des neuen Unternehmens beträgt jährlich 48 Millionen Pfund. Laut offiziellen Firmenangaben werden beide Marken weiterhin nebeneinander bestehen und unabhängig voneinander operieren. Es soll weder im Management noch bei Kundenausrichtung und -erlebnis zu Änderungen kommen. Der Fokus der Fusion soll auf der Markenentwicklung durch verstärkte Zusammenarbeit in Forschungs- und Entwicklungsprojekten liegen. Die Kapitaleigner von Focal & Co sind weiterhin die vorherigen Eigentümer der jeweiligen Firmen (u. a. Jacques Mahul und das Managementpersonal von Focal und Naim). Die Fusion wurde also durch Eintauschen von Firmenanteilen gegen Anteile der Holdinggesellschaft umgesetzt. Es wurden keine Angaben zu den Eigentumsverhältnissen bzw. zu den Bewertungen gemacht.
Nachdem die Firmen 2014 zur Vervent Audio Group fusioniert hatten, wurde 2019 der Finanzinvestor Alpha Private Equity Mehrheitseigner.

## Produkte

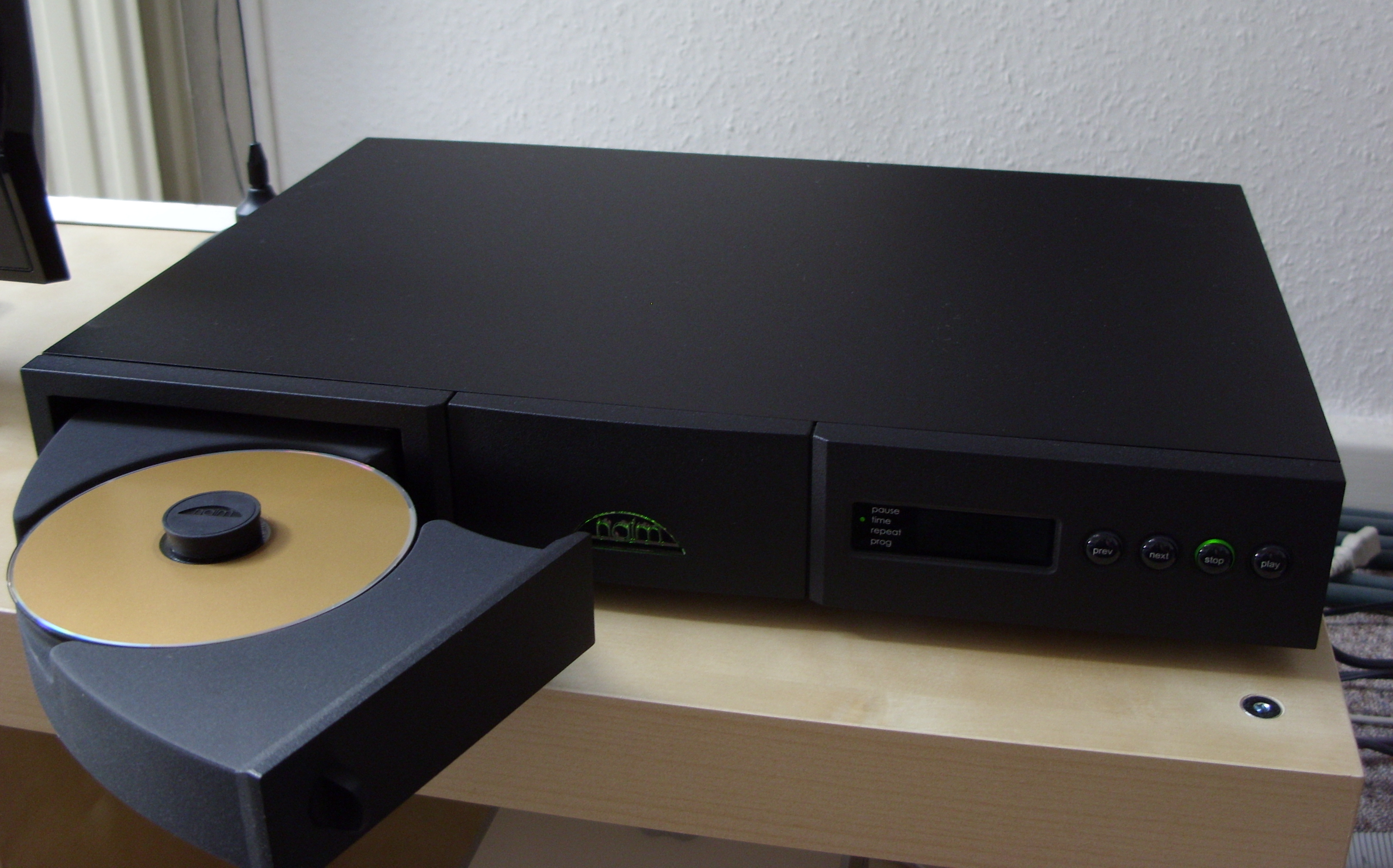
Naim CD 5, etwa 2000

Das Unternehmen produziert Musiksysteme, Musikstreaminggeräte, Netzwerkplayer, Musikserver, Verstärker, CD-Player, Digital-Analog-Wandler, Netzteile, Lautsprecher und Zubehör. 2021 erschien der auf 500 Exemplare begrenzte Plattenspieler Solstice, der den Tonarm ARO aus den 1990er Jahren verwendet.
Bis 1989 erkannte man Naim-Geräte auf den ersten Blick an den schweren schwarzen Aluminiumgehäusen mit blankpolierten Enden („Chrome Bumper“ genannt). Es folgten schwarze Gehäuse mit olivfarbenen Frontplatten. 2000 führte Naim schwarze Gehäuse mit schwarzen Fronten ein.
Naim gibt an, ähnlich wie andere Hifi-Hersteller (z. B. Arcam oder Cyrus), dass eine bessere und durchgängigere Performance erreicht wird, wenn die Geräte für längere Zeit eingeschaltet bleiben. Es sind keinerlei Nachweise in Form von Blindtests oder Messungen bekannt, die einen Einfluss der Anschaltedauer auf den Klang belegen.

### Naim Label
Mit dem Ziel, Compact Discs verfügbar zu machen, die von technischer und musikalischer Seite her hochwertig genug sind, um auch Analog-/Vinyl-Anhänger zufriedenzustellen, hat Naim Anfang der 90er Jahre sich auch ins Musikgeschäft vorgewagt. Dies sollte Verekers persönliches Projekt werden. Die erste veröffentlichte CD des neuen Labels Naim Edge war Electric Glide von Gary Boyle, eine der Lieblings-Demoschallplatten in der Firma.

## Partnerschaften
Während eines Großteils der 1970er- und 1980er-Jahre arbeitete Naim sehr eng mit Linn Products zusammen, sodass beide Firmen oft in einem Atemzug genannt wurden. Für viele damalige Hifi-Enthusiasten bestand die perfekte Anlage aus einem Linn-Plattenspieler des Typs Sondek LP12, einem Naim-Verstärker und Linn-Lautsprechern.
Die beiden Firmen hatten eine nahezu identische Vertriebs- und Vermarktungsstrategie und ihre Produkte wurden in vielen Fällen bei denselben Läden bzw. Händlern angeboten. Wie es bei neu gegründeten Firmen oft der Fall ist, war Firmengründer Vereker sehr in Vermarktung und Werbung involviert, so wurde etwa sein Bild zu Werbezwecken genutzt. Die Vermarktungsstrategie bestand darin, Kunden einen direkten Vergleich mit Konkurrenzprodukten zu ermöglichen, wobei sich jedoch immer nur ein Paar Lautsprecher im Vorführraum befinden durfte, um einer Beeinflussung des Klangs durch das Mitschwingen nicht betriebener Lautsprechermembranen vorzubeugen. Daher wandte man sich bewusst von den großen Elektronik-Handelsketten ab und kleineren unabhängigen Einzelhändlern zu.
Mit Anbruch des digitalen Zeitalters noch während der 1980er Jahre gingen die beiden Firmen zunehmend getrennte Wege. Der Grund bestand teilweise in Technologiekonvergenz, aber auch darin, dass die Zahl der Naim-Händler deutlich kleiner war als die der Linn-Händler. Für letztere sorgte dieser Umstand für Probleme, denn Linn-Lautsprecher waren speziell so ausgelegt, dass sie erst zusammen mit Naim-Verstärkern optimalen Klang erreichten. Beide Firmen erweiterten ihre Produktpaletten und drangen damit zunehmend in das angestammte Spezialgebiet des jeweils anderen Unternehmens ein. 1985 brachte Linn die Verstärkerkombination LK1/LK2 auf den Markt und signalisierte so das definitive Ende der Partnerschaft. Naim fing an, Lautsprecher zu entwickeln, und Linn erweiterte seine Reihe von elektronischen Komponenten. Im Jahr 1987 gab Naim bekannt, dass Chefentwickler Guy Lamotte an einem Prototyp für ein elektrostatisches Lautsprecherdesign gearbeitet hatte und kündigte eine entsprechende Produkteinführung an. Dazu kam es allerdings nie, weil das Projekt wegen Kosteneskalation eingestellt werden musste. 1995 brachte Naim das Netzteil Armageddon für den Linn-Plattenspieler LP12 auf den Markt.
2008 entstand eine Partnerschaft mit Bentley im Projekt „Naim for Bentley“, im Zuge dessen Naim-Musiksysteme als Extras für Bentley-Fahrzeuge angeboten wurden. Der Kundenanklang übertraf die Erwartungen beider Firmen. In der 2019 vorgestellten Flying Spur-Limousine wird beispielsweise eine Naim-Anlage mit 19 Lautsprechern und 2200 Watt angeboten.

## Rezeption
Die FAZ bezeichnete 2015 Naim als Kultmarke. Die Zeitschrift Stereo sprach Ende 2006 von einer Marke mit einer „fast kultischen Verehrung“.